# Anna Green (calciatrice)
Anna Green (Stockport, 20 agosto 1990) è una calciatrice britannica naturalizzata neozelandese, difensore del Melbourne Victory, e della nazionale neozelandese.

## Palmarès

### Nazionale
- Coppa delle nazioni oceaniane femminile: 3

2007, 2010, 2018